# Протейные
Проте́йные (лат. Proteáceae) — семейство двудольных растений порядка Протеецветные (Proteales). По данным сайта The Plant List в него входит 68 родов и 1252 вида.
Подавляющее большинство видов — небольшие, часто кустовидные деревья, кустарники, реже кустарнички, крайне редко многолетние травы. Отдельные виды представляют собой высокие, до 20 метров деревья (Новозеландская жимолость (Новая Зеландия), Гревиллея крупная (Австралия)).

## Распространение

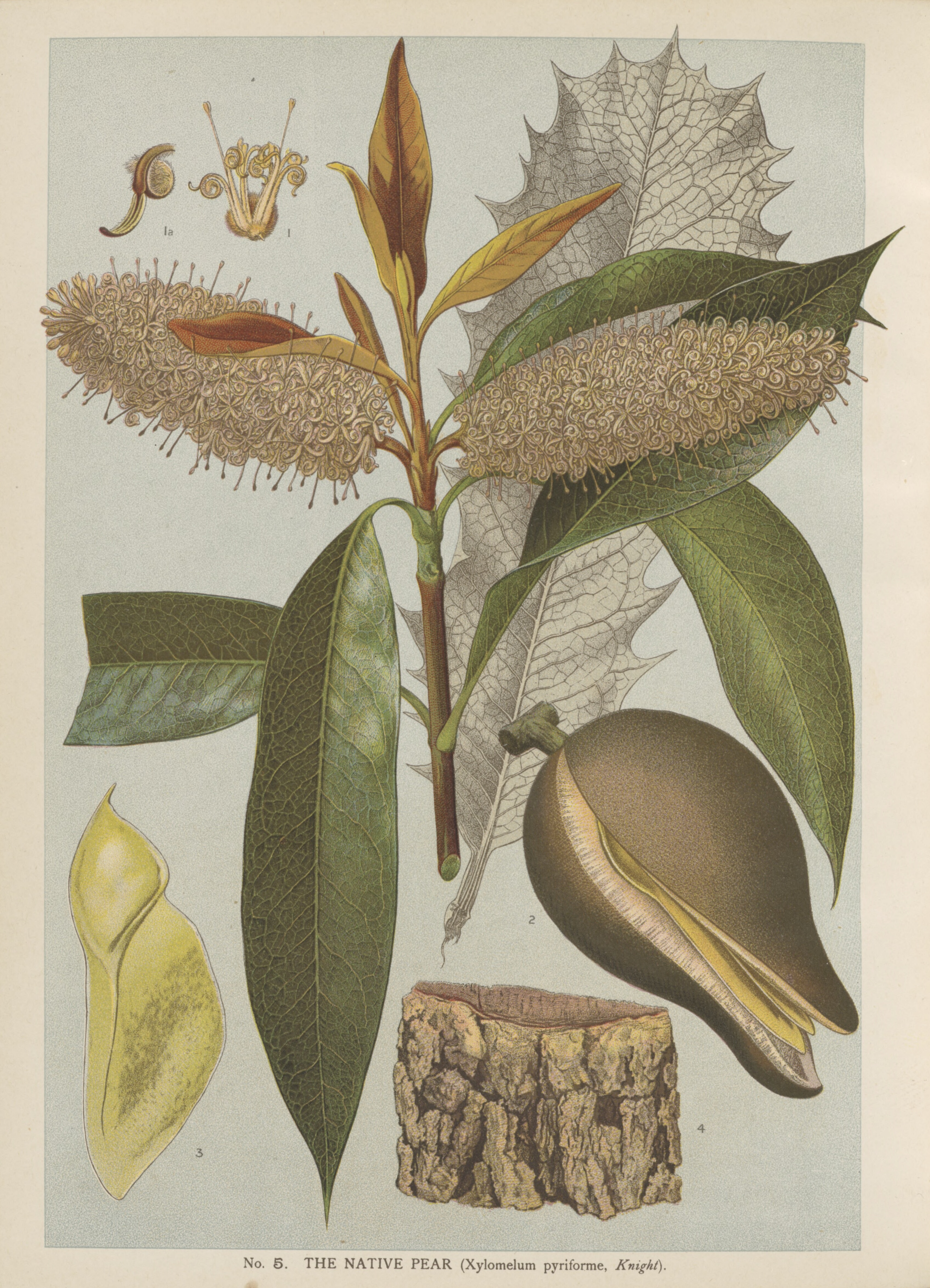
Ксиломелюм Xylomelum

Подавляющее большинство видов — обитатели сухих субтропических районов, лишь немногие виды произрастают в тропических дождевых лесах (виды родов Roupala, Helicia, Гревиллея).
Все виды семейства произрастают почти исключительно в Южном полушарии.
В Австралии и Тасмании около 800 видов. Особенно здесь характерны представители родов Банксия, Hakea, Dryandra, Гревиллея. Второй центр распространения протейных лежит в Капской области (около 400 видов). Здесь наиболее часто встречаются представители родов Протея и Leucadendron. Отдельные роды проникают на север до Эфиопии. Так же протейные многочисленны в Новой Каледонии. Относительно небольшое количество видов произрастает на Мадагаскаре, в Южной Индии, Шри-Ланке, Восточной и Юго-восточной Азии, Новой Гвинее, Новой Зеландии и на островах Тихого океана. Несколько видов обитают в Центральной и Южной Америке.
Дальше всего на север проникает Helicia lancifolia.
Ископаемые плоды, возможно относящиеся к протейным, найдены в верхнемеловых отложениях Швеции.

## Биологическое описание
Листья, как правило, очередные, без прилистников, отличаются крайним разнообразием формы и размеров — от игольчатых и шиловидных, плоских цельных цельнокрайных и зубчатых до глубоко многократно рассечённых. Вариабельность листьев часто проявляется в пределах одного вида и в зависимости от возраста побегов одного и того же экземпляра.
Цветки, сидящие по 1 или чаще 2 в пазухах брактей (прицветников), собраны в кисти, колосья, реже зонтики или головчатые соцветия. Соцветия часто окружены обёрткой из многочисленных ярко окрашенных стерильных прицветников или верхушечных листьев и напоминают соцветия сложноцветных, а после созревания плодов шишку голосеменных.
Цветки обоеполые (раздельнополые у представителей рода Leucadendron), правильные или зигоморфные, 4-членные с простым венчиковидным сростнолистным околоцветником. Тычинок 4. Гинецей образован единственным плодолистиком.
Плод — листовка, коробочка, орешек или костянка. Семена многочисленные или по 1—2, как правило без эндосперма, часто крылатые. Плоды и семена у многих видов отличаются исключительной жароустойчивостью. Плоды некоторых видов раскрываются только под воздействием высоких температур, что является адаптацией к сезонным пожарам.

## Подсемейства

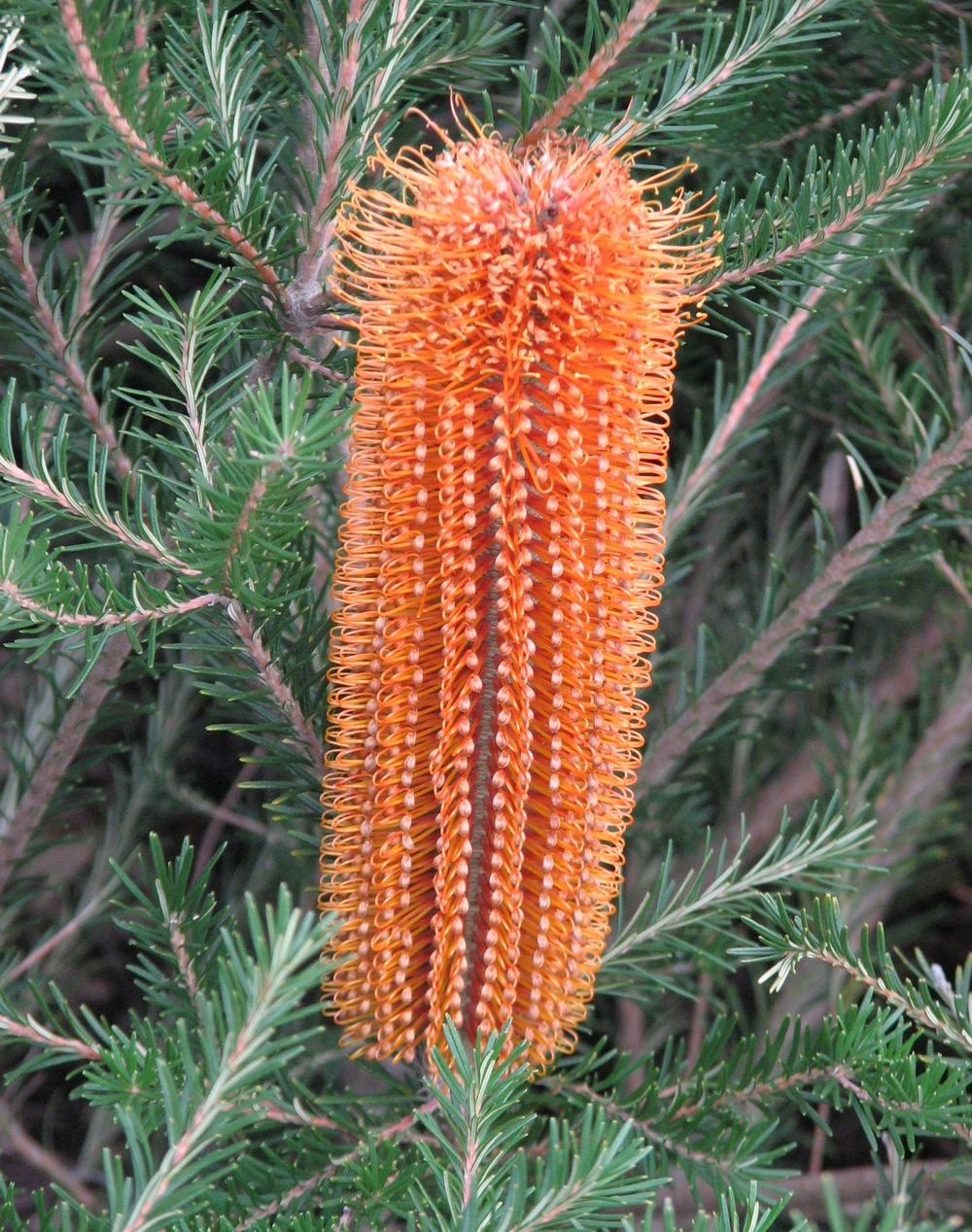
Banksia 'Yellow Wing'

- Bellendenoideae
- Grevilleoideae
- Persoonioideae
- Протейные
- Symphionematoideae

## Список родов

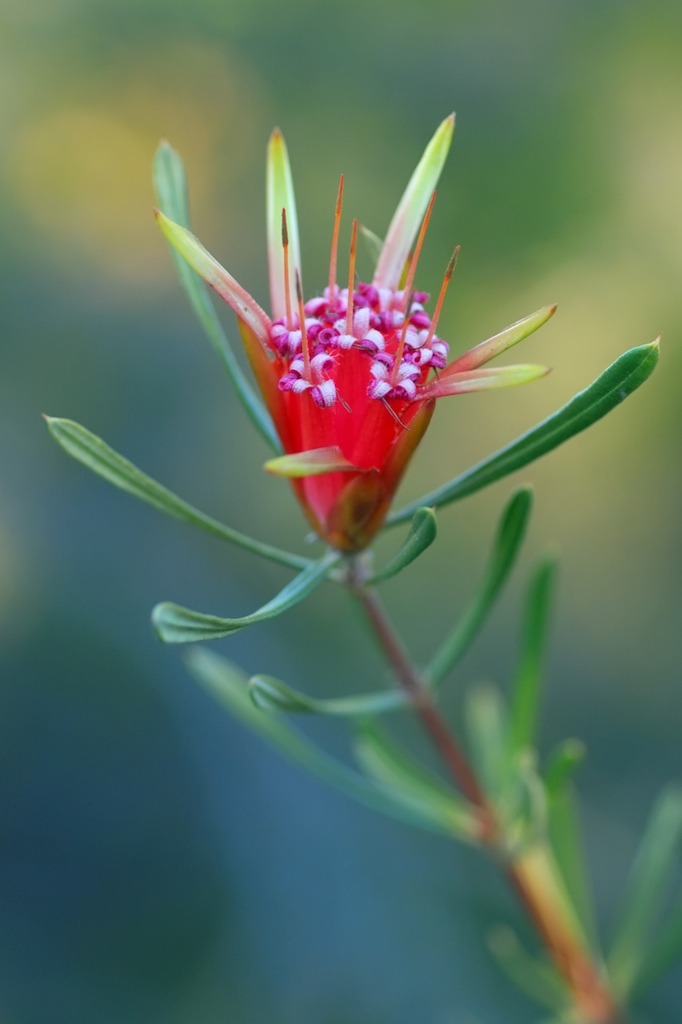
Lambertia formosa

- Acidonia L.A.S.Johnson & B.G.Briggs
- Adenanthos Labill.
- Agastachys R.Br. — Агастахис
- Alloxylon P.H.Weston & Crisp
- Athertonia L.A.S.Johnson & B.G.Briggs
- Aulax P.J.Bergius
- Austromuellera C.T.White
- Banksia L.f. — Банксия
- Beauprea Brongn. & Gris
- Beaupreopsis Virot — Бопреопсис
- Bellendena R.Br. — Беллендена
- Bleasdalea F.Muell. ex Domin
- Brabejum L.
- Buckinghamia F.Muell.
- Cardwellia F.Muell.
- Carnarvonia F.Muell.
- Catalepidia P.H.Weston
- Cenarrhenes Labill.
- Conospermum Sm. — Коноспермум
- Darlingia F.Muell.
- Diastella Salisb. ex Knight
- Dilobeia Thouars
- Eidothea A.W.Douglas & B.Hyland
- Embothrium J.R.Forst. & G.Forst. — Эмботриум
- Euplassa Salisb. ex Knight
- Faurea Harv.
- Finschia Warb.
- Floydia L.A.S.Johnson & B.G.Briggs
- Franklandia R.Br. — Франкландия
- Garnieria Brongn. & Gris — Гарниерия
- Gevuina Molina
- Grevillea R.Br. ex Knight — Гревиллея
- Hakea Schrad. — Хакея
- Helicia Lour. — Хелиция
- Heliciopsis Sleumer
- Hicksbeachia F.Muell.
- Hollandaea F.Muell.
- Isopogon R.Br. ex Knight — Изопогон
- Kermadecia Brongn. & Gris
- Knightia R.Br.
- Lambertia Sm. — Ламбертия
- Lasjia P.H.Weston & A.R.Mast
- Leucadendron R.Br. — Левкадендрон
- Leucospermum R.Br.
- Lomatia R.Br. — Ломатия
- Macadamia F.Muell. — Макадамия
- Malagasia L.A.S.Johnson & B.G.Briggs
- Megahertzia A.S.George & B.Hyland
- Mimetes Salisb.
- Musgravea F.Muell.
- Neorites L.S.Sm.
- Nothorites P.H.Weston & A.R.Mast
- Opisthiolepis L.S.Sm.
- Oreocallis R.Br.
- Orites R.Br.
- Orothamnus Pappe ex Hook. — Оротамнус
- Panopsis Salisb. ex Knight
- Paranomus Salisb.
- Persoonia Sm. — Персоония
- Petrophile R.Br. ex Knight — Петрофила
- Placospermum C.T.White & W.D.Francis — Плакоспермум
- Protea L. typus — Протея
- Pycnonia L.A.S.Johnson & B.G.Briggs
- Roupala Aubl.
- Serruria Salisb.
- Sleumerodendron Virot
- Sorocephalus R.Br.
- Spatalla Salisb.
- Sphalmium B.G.Briggs, B.Hyland & L.A.S.Johnson
- Stenocarpus R.Br. — Стенокарпус
- Stirlingia Endl.
- Strangea Meisn.
- Symphionema R.Br. — Симфионема
- Synaphea R.Br. — Синафея
- Telopea R.Br. — Телопея
- Toronia L.A.S.Johnson & B.G.Briggs
- Triunia L.A.S.Johnson & B.G.Briggs
- Turrillia A.C.Sm.
- Vexatorella Rourke
- Virotia L.A.S.Johnson & B.G.Briggs
- Xylomelum Sm. — Ксиломелюм

## В культуре
В коллекциях ботанических садов протейные — сравнительно редкая группа. В ГБС коллекцию протейных начали собирать с конца 1960-х годов. В 1991 году в коллекции насчитывалось более 120 видов, относящихся к 18 родам. Большая часть растений выращена из семян, полученных из ботанических садов Австралии, Южной Африки и Европы. Гревиллея крупная и Stenocarpus sinuatus получены в 1948 году из ГДР.
Большая часть культивируемых в комнатах и оранжереях протейных относятся к холодной и умеренной температурной группе. Размножение семенами и черенками.

## Галерея
|  |  |  |  |